# César Augusto de Campos Rodrigues
César Augusto de Campos Rodrigues (Lisboa, 9 de agosto de 1836 – Lisboa, 25 de dezembro de 1919) foi um astrônomo português.
Foi diretor do Real Observatório Astronómico de Lisboa em 1890.
Recebeu o Prêmio Valz de 1904.